# Sapromyza ravida
Sapromyza ravida är en tvåvingeart som beskrevs av Shatalkin 1996. Sapromyza ravida ingår i släktet Sapromyza och familjen lövflugor.
Artens utbredningsområde är Iran. Inga underarter finns listade i Catalogue of Life.